# فاکییا
فاکییا (به بلغاری: Fakiya) یک منطقهٔ مسکونی در بلغارستان است که در استان بورگاس واقع شده‌است.